# Unruh-effekten
Unruh-effekten (fullständigare Fulling–Davies–Unruh-effekt) är ett hypotetiskt fenomen inom kvantfältteori, som förutsäger att en observatör som accelererar kommer att observera svartkroppsstrålning, där en observatör i ett inertialsystem inte skulle ha observerat någon. Med andra ord verkar bakgrunden varm i ett accelererat referenssystem. Populärt beskrivet skulle en termometer som viftas runt i ett tomt rum bortsett från andra bidrag ha registrerat en temperatur som var skild från noll. 
Unruh-effekten beskrevs först av Stephen Fulling 1973, Paul Davies 1975 och W. G. Unruh 1976. Det är för närvarande inte klart om Unruh-effekten faktiskt har observerats, eftersom de påstådda observationerna är omstridda. Det har även framförts tvivel, ifall Unruh-effekten implicerar att Unruh-strålning existerar.

## Ekvationen
Unruh-temperaturen, som William Unruh beräknade 1976, är den effektiva temperatur som en accelererad detektor mäter i ett vakuumfält. Den ges av
{\displaystyle T={\frac {\hbar a}{2\pi ck_{\text{B}}}},}
där {\displaystyle a} är den lokala accelerationen, {\displaystyle k_{\text{B}}} är Boltzmanns konstant, {\displaystyle \hbar } är den reducerade Plancks konstant, och {\displaystyle c} är ljusets hastighet i vakuum. Alltså skulle en egenacceleration på 2,5 × 1020 m s−2 motsvara en temperatur på 1 K.
Unruh-tempeaturen har samma form som Hawkingtemperaturen {\displaystyle T_{\text{H}}=\hbar g/(2\pi ck_{\text{B}})} i ett svart hål, som Stephen Hawking själv kom fram till vid samma tid. Den kom därför att ibland kallas Hawking–Unruh-temperaturen.
Härledningen utförs enklast med Rindlerkoordinater.

## Andra tillämpningar och möjlig experimentell observation
Unruh-effekten bör även leda till att accelererade partiklars sönderfallshastighet avviker från inertial-partiklars. Stabila partiklar som elektronen skulle kunna ha övergångshastighet till högre masstillstånd som inte är noll, när de accelereras tillräckligt snabbt.
Forskare hävdar att experiment som framgångsrikt påvisat Sokolov–Ternov-effekten även skulle kunna detektera Unruh-effekten under vissa omständigheter.
Teoretiska överväganden 2011 föreslår att accelererade detektorer borde kunna användas för att direkt påvisa Unruh-effekten med dagens teknik.